# کیم اودن
کیم اودن (انگلیسی: Kim Oden؛ زادهٔ ۶ مهٔ ۱۹۶۴) بازیکن والیبال اهل ایالات متحده آمریکا است.